# Bimoba jezik
Bimoba jezik (ISO 639-3: bim; moar, moor), nigersko-kongoanski jezik uže skupine gur, kojim govori 120 000 ljudi (2004 SIL) u ganskom distriktu Gambaga.
Bimoba je srodan jeziku moba iz Togoa [mfq] s kojim čini gurmasku podskupinu moba. Piše se latinicom.

## Vanjske poveznice
- Ethnologue (14th)
- Ethnologue (15th)